# Экси (посёлок)
Э́кси (эст. Äksi) — посёлок в  волости Тарту уезда Тартумаа, Эстония.

## География и описание
Расположен на южном берегу озера Саадъярв, в 150 км к юго-востоку от Таллина и в 17 км к северу от Тарту.
Через Экси протекает река Мудайыги.
Официальный язык — эстонский. Почтовый индекс — 60543.

## Население
По данным переписи населения 2021 года, в Экси насчитывался 421 житель, из них 404 (96,2 %) — эстонцы.
Численность населения посёлка Экси по данным переписей населения:
| Год  | 1959 | 1970  | 1979  | 1989  | 2000  | 2011  | 2021  |
| ---- | ---- | ----- | ----- | ----- | ----- | ----- | ----- |
| Чел. | 80   | ↗ 147 | ↗ 296 | ↗ 484 | ↘ 456 | ↘ 437 | ↘ 421 |

## История
В 1443 году впервые упоминается приход (кихельконд) Экес (Ekes). Тогда же упоминается местная церковь. Согласно легенде, эта изначальная деревянная церковь стоит на дне озера Саадъярв, глубина которого достигает 25 метров. Когда семь братьев однажды вошли в церковь, она ушла на дно озера, и братья утонули.
Неоготическая церковь Святого Андрея в Экси была построена в 1889 году. Согласно другому народному сказанию, в эту церковь тоже однажды вошли семь братьев, но она начала уменьшаться, один из братьев поспешно вышел. Тем не менее, церковь немного накренилась.
Деревня, располагавшаяся на территории нынешнего посёлка, впервые упоминается в 1582 году (Pelsoma, Pelczen).
В советское время населённый пункт был центром колхоза «Авангард».
До 1977 года Экси официально назывался деревней Пельтсама, затем деревней Экси (эст. Põltsamaa küla). Статус посёлка получил в декабре 2010 года.
10 июля 2012 года в Экси был открыт музей «Центр ледникового периода».

## Климат
Расположен в гемибореальной климатической зоне. Среднегодовая температура в этом районе составляет 2 ° С. Самый теплый месяц — июль, когда средняя температура составляет 18 ° C, а самый холодный — февраль с −12 ° C.

## Экономика
- Seicom OÜ: производство пластиковых окон, 83 работника по состоянию на 31.12.2023[18];
- Mantrum OÜ: добыча песка и щебня, 11 работников по состоянию на 31.12.2023[19];
- Äksi Glämping OÜ: хостел;
- Äksi Motoklubi: мотоклуб и моторанчо.
- Tartu-Kalevi jahtklub: яхтклуб[20].

## Известные жители
В Экси жили и работали немецко-балтский поэт Карл Густав Штаден (1700—1750, пастор с 1724 по 1744), публицист и лингвист Август Вильгельм Хупель (1737—1819, пастор с 1760 по 1763) и литератор-просветитель Отто Вильгельм Мазинг (1763—1832, пастор в Экси с 1815 по 1832). На местном кладбище похоронен живший и работавший здесь с 1834 года до своей смерти писатель и переводчик Франц фон Аккерман (1801—1855), который стал известен благодаря первому переводу Гёте на эстонский язык.

## Достопримечательности
- Монумент Эстонской освободительной войне,  исторический памятник с 2003 года. Открыт 28.06.1925, взорван советскими властями в 1945 году, восстановлен и открыт повторно 27.08.1989[21];
- Братская могила советских воинов, павших во II мировой войне,  исторический памятник 1997 до 2023 года[22].
- Церковь Святого Андрея,  памятник архитектуры[23].
- Главное здание церковной мызы Экси,  памятник архитектуры[24].
- Музей «финских парней».
- Развлекательно-образовательный «Центр ледникового периода»[25].
- Валун «Кресло Калевипоэга».

## Галерея
- Церковь Святого Андрея в Экси
- Памятник Освободительной войне
- Братская могила советских воинов, павших во II мировой войне
- Часовня кладбища Экси
- Камень «Кресло Калевипоэга»
- Река Мудайыги в Экси
- Озеро Саадъярв весной
- «Центр ледникового периода»
- Главный зал «Центра ледникового периода»